# 加匏朗仙姑廟
22°34′30″N 120°36′42″E / 22.575083°N 120.611605°E
加匏朗仙姑廟，是位於臺灣屏東縣萬巒鄉新厝村加匏朗的廟宇，為當地平埔原住民馬卡道族的信仰中心，在農曆正月十五日會舉辦祭祀仙姑祖的夜祭。

## 沿革
仙姑廟原址鄰近東港溪右岸，為當地祭拜仙姑祖、舉辦夜祭的中心。因屢遭大水沖垮，2003年經擲筊結果，搬移對岸的現址重新建廟。族人一直盼望能迎仙姑祖重返原居地，獲得縣長潘孟安支持，指示文化處協助辦理。2015年左右，族人以古法搭設竹橋跨越東港溪，並在廟原址搭建茅草公廨。2016年將象徵仙姑祖的石頭送回原居地安座，並在原址種下代表平埔族群的刺桐樹苗。 

## 祭祀
此廟祭拜仙姑祖，為當地傳說一位不會被雨淋濕的少女名為牟妮。在嬰兒時被仙人迦如來在一枚大顆的「仙蛋」所發現，於十六歲時回到天上，走前向仙人說她是因為有罪而下凡的仙女，隨即摘下她頭髮的龍頭針作為贈別。族人視她為祖靈，遂蓋仙姑廟祭拜，成為村人祈雨的神明。村人並在元宵節時舉辦夜祭，將飯糰作成蛋狀以象徵仙蛋，供眾人食用。
《戲說台灣》曾拍為單元劇《仙姑蛋》。
學者簡炯仁指出原居於東港溪下游的馬卡道力力社在台灣清治時期遷移到屬排灣族領土的加匏朗後，文化受到影響。仙蛋傳說與排灣族的「太陽賜蛋」類似；仙女因罪而下凡則傳承自漢族。
舉行仙姑祖夜祭的牽曲活動稱為「跳呵嘮」，又稱「趒戲」。參與者牽手圍圈，由尪姨領唱趒戲。臺灣日治時期學者調查，當年東港溪以南的平埔聚落在農曆過年期會輪流舉辦趒戲。後因漢化使祭儀一度中斷，隨著台灣本土化運動，加匏朗才繼續在仙姑廟生日祭典中趒戲，在2011年被屏東縣政府登錄為文化資產。

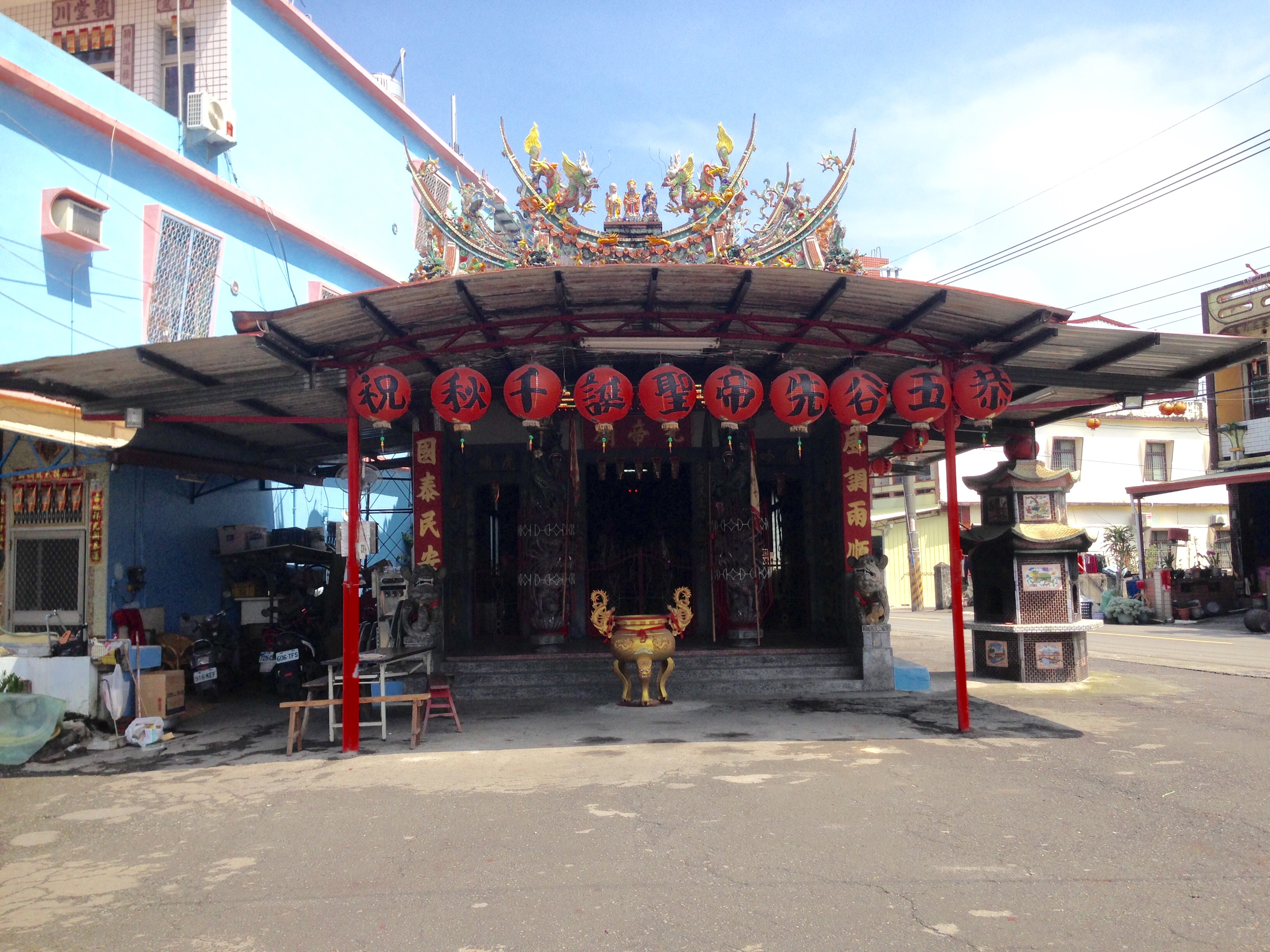
加匏朗先帝廟

但是趒戲吟唱的部分沒有被完整傳承，在2006年時，加匏朗的尪姨已往生十多年，後繼無人，就改由女乩童及村廟先帝廟主神乩童主持。
祭典前居民先準備兩根巨竹、採樟樹枝及海金沙以製作祭典的頭環；晚上則聚在仙姑廟前，聽著尪姨遺留的錄音帶，練習唱趒戲。
祭儀一開始，由少女扮成仙女，先來到先帝廟迎神，由尪姨領唱牽曲趒戲。
夜祭時會有宮廟前來表演陣頭，結束後夜祭趒戲正式開始。族人頭戴樟樹枝環，牽手圍圈吟唱趒戲，進行祈福。兩位扮仙女的白衣少女手持連杯敬酒，場內還有人以杓舀酒給與會者喝。祈福儀式結束，再將糯米加糖混勻後的仙蛋分送給在場民眾。趒戲結束，兩根巨竹便移至場內，竹間鋪姑婆芋葉，再擺上佳餚，讓坐在竹子上的眾人以手抓食。等餐飲完畢，祭典遂告一段落。
2016年，該族首次舉辦「敬祖靈過竹橋」儀式，讓祖靈可以回原居地。